# ونوس و آدونیس (ورونزه، مادرید)
ونوس و آدونیس (به انگلیسی: Venus and Adonis) تابلویی از پائولو ورونزه، هنرمند متاخر تکلف‌گرای ایتالیایی در اوایل دهه ۱۵۸۰ است، که اکنون در موزه دل پرادو، در مادرید نگهداری می‌شود. این تابلو، رنگ روغن روی بوم است و ابعاد آن ۱۶۲ × ۱۹۱ سانتی‌متر (۶۴ در ۷۵ اینچ) می‌باشد. در قرن هجدهم میلادی، حدود ۵۰ سانتی‌متر به قسمت بالایی نقاشی افزوده شده بود، اما این بخش الحاقی در طی فرایند مرمت و بازسازی اثر در سال ۱۹۸۸ حذف گردید. به این ترتیب، تابلو ابعاد اولیه و ترکیب‌بندی افقی اصلی خود را بازیافت.